# Sinfonieorchester Wuppertal
Das Sinfonieorchester Wuppertal (SOW) ist als Sparte der Wuppertaler Bühnen das größte Sinfonieorchester im Bergischen Land. Neben der Arbeit als Opernorchester spielt das Orchester der Tarifvergütungsgruppe A pro Saison über 50 Konzerte in seiner Heimatspielstätte, der Historischen Stadthalle Wuppertal. Die rund 95 Musiker werden seit der Spielzeit 2021/22 von Generalmusikdirektor Patrick Hahn geleitet.

## Geschichte
Das Sinfonieorchester Wuppertal wurde 1862 als Elberfelder Kapelle gegründet. Solisten und Dirigenten wie Clara Schumann, Joseph Joachim, Johannes Brahms und Max Bruch gaben dem jungen Orchester damals die Ehre. In der Vergangenheit gehörten unter anderem Georg Ratjen, Fritz Lehmann, Jean-François Monnard, Martin Stephani, Hanns-Martin Schneidt, Hans Weisbach und Peter Gülke zu den Künstlerischen Leitern des Ensembles. Viele Dirigenten begannen in Wuppertal ihre musikalische Laufbahn, darunter Hans Knappertsbusch, Erich Kleiber, Otto Klemperer, Hermann von Schmeidel und Hans Weisbach.
Das Orchester wurde von 2004 bis 2016 von Generalmusikdirektor Toshiyuki Kamioka geleitet, ab 2009 nur noch als Chefdirigent und Künstlerischer Leiter des Sinfonieorchesters, ab 2014 wiederum in Doppelfunktion als Generalmusikdirektor und Opernintendant. Pläne, das Wuppertaler A-Orchester mit den Bergischen Symphonikern zu fusionieren, wurden 2011 vom Rat der Stadt abgelehnt. Im Jahr 2012 feierte das SOW sein 150-jähriges Bestehen. Seit Januar 2013 sind die Mitwirkenden Teil der Wuppertaler Bühnen und Sinfonieorchester GmbH. 2016 übernahm Julia Jones mit einer Option auf fünf Jahre als Generalmusikdirektorin die Leitung des Orchesters. Im Juli 2020 gab das Orchester die Berufung von Patrick Hahn als künftigen Generalmusikdirektor der Stadt Wuppertal ab der Saison 2021/22 bekannt. Der bei Amtsübernahme 26-jährige Österreicher gilt derzeit als jüngster GMD im deutschsprachigen Raum.

## Spielstätten

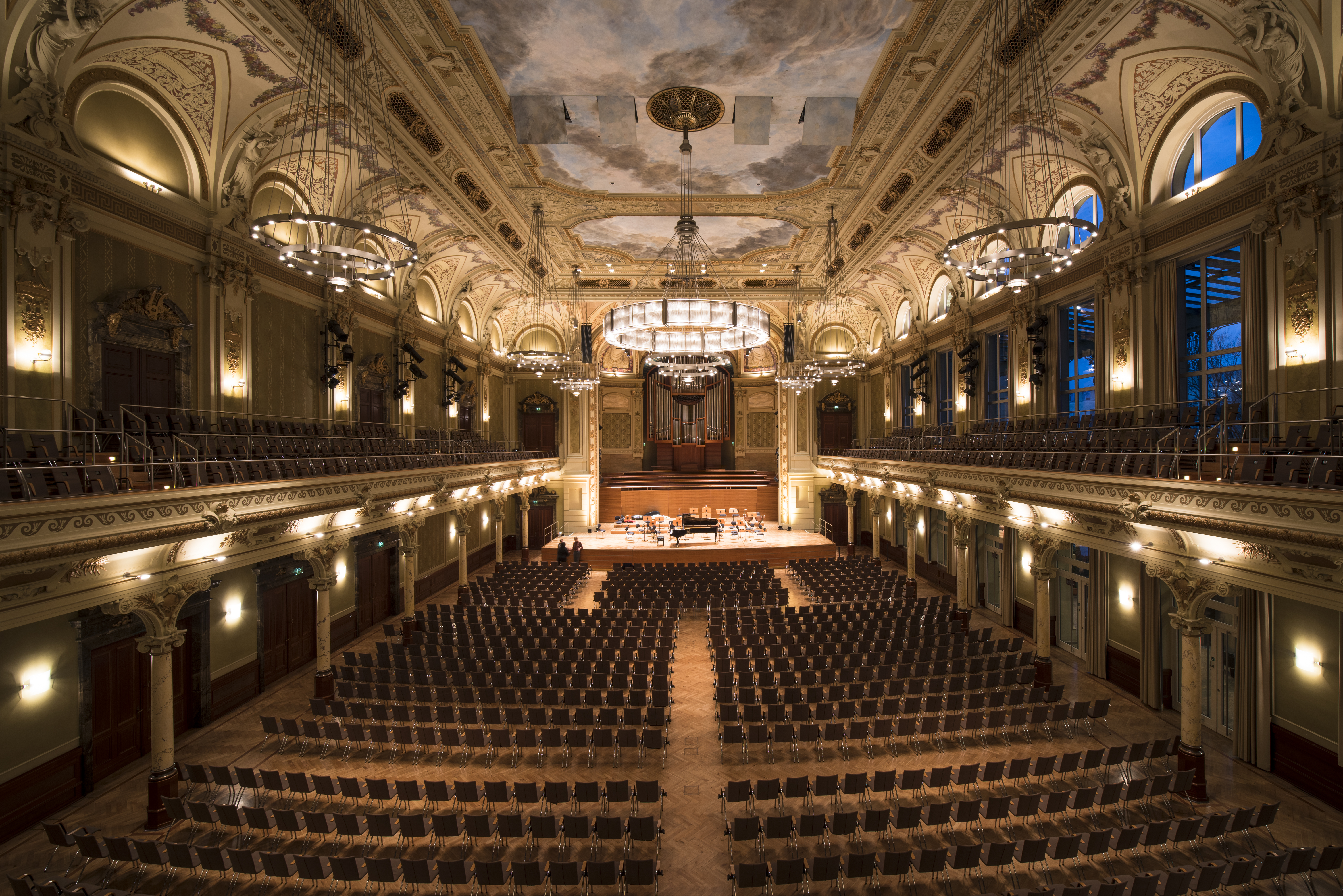
Historische Stadthalle Wuppertal

Die Historische Stadthalle Wuppertal, mit ihrer hervorragenden Akustik heutiger Hauptveranstaltungsort fast aller Konzerte, wurde durch das Orchester unter der Leitung des Dirigenten und Komponisten Richard Strauss im Jahr 1900 eingeweiht. Entstanden als Repräsentationsbau des damals eigenständigen Elberfelds, blieb es als einziger historischer Veranstaltungsort Wuppertals im Zweiten Weltkrieg weitgehend unbeschädigt. Ausgestattet mit einer der größten Orgeln Deutschlands, einem 190 m² großen Bühnenraum und ca. 1.550 Sitzplätzen ist sie übereinstimmenden Expertenmeinungen zufolge akustisch eines der besten Konzerthäuser Europas, gleichrangig mit dem Leipziger Gewandhaus, dem Wiener Musikverein oder den Tonhallen in München und Zürich.
Das Opernhaus Wuppertal ist ein ursprünglich als Stadttheater Barmen 1905 errichteter und zuletzt 2009 generalsanierter Theaterbau mit rund 700 Sitzplätzen, der heute die Hauptspielstätte der Wuppertaler Bühnen und des Tanztheaters Pina Bausch bildet.

## Education-Programm

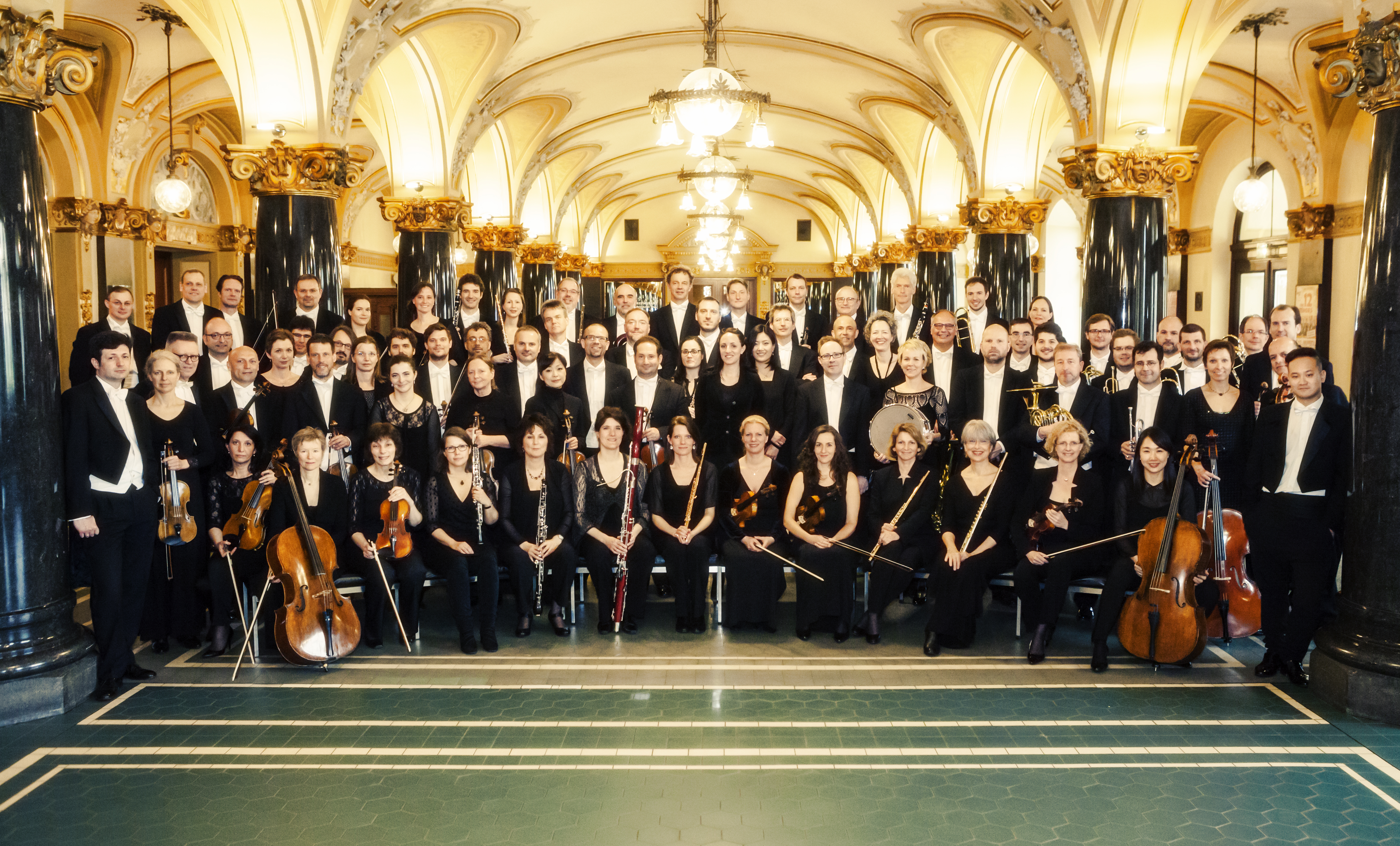
Sinfonieorchester Wuppertal

Neben den zahlreichen Sinfoniekonzerten widmet sich das Sinfonieorchester Wuppertal seit einiger Zeit mit seinem Education-Programm der jungen Generation von Konzertbesuchern. Die Schulkonzert-Reihe wird in projektbezogenen Workshops für Lehrer sowie mit Besuchen der Orchestermusiker in den Schulen vorbereitet. In der Reihe Solist in der Schule besuchen die Solisten der Sinfoniekonzerte vorab Schulklassen der Oberstufe und stellen sich und ihr Werk vor. Die moderierten Familienkonzerte runden das Education-Profil ab.

## Konzertreisen
Neben jährlichen Gastspielen in Mailand führten Konzertreisen das Ensemble unter anderem nach Paris, Breslau, Turin, Rom und Amsterdam. 2007 fand ein gefeierter Auftritt gemeinsam mit dem Saxophonisten Branford Marsalis beim Ravello-Festival statt. Außerdem führten das Orchester zwei Tourneen nach Japan: 2007 mit fünf Konzerten im Raum Tokio und 2010 mit insgesamt zehn Konzerten in 14 Tagen unter anderem in Nagoya, Nishinomiya, Matsumoto, Kurashiki, Fukuoka und Tokio. Im Rahmen der ersten Tournee entstanden zwei neue CDs: Tschaikowskys Pathétique und Bruckners 7. Sinfonie. Vor der zweiten Tournee wurden zwei weitere Aufnahmen eingespielt: Mahlers Fünfte Sinfonie sowie Orchestermusik aus dem Ring des Nibelungen. Diesen voraus gingen zahlreiche CD-Produktionen, darunter die preisgekrönte Rubinstein-Einspielung, die 2003 einen Echo-Klassik gewann. Im August 2011 gaben das Orchester unter der Leitung von Toshiyuki Kamioka ihr Debüt im ausverkauften Concertgebouw Amsterdam.

## Filmmusik-Projekte
Musikalisches Neuland betrat das Sinfonieorchester Wuppertal mit den Filmmusikaufnahmen aus der Werkstatt von Hans Zimmer. 2007 wurde die Musik für den Hollywood-Animationsfilm Der kleine Dodo eingespielt. Folgeprojekte waren 2008 der Dokumentarfilm Tortuga – Die unglaubliche Reise der Meeresschildkröte und der Animationsfilm Mullewapp – Das große Kinoabenteuer der Freunde. 2011 spielten die Wuppertaler Musiker die Orchesterfilmmusik des mit dem Fernsehpreis ausgezeichneten Komponisten Andreas Schäfer zur Literaturverfilmung Tom Sawyer ein.

## CD-Aufnahmen (Auswahl)
- Anton Reicha: Konzertante Symphonie G-Dur, Ouvertüre D-Dur, Sinfonie Es-Dur op. 41; Ida Bieler (Violine), Jean-Claude Gérard (Flöte), Peter Gülke (Dirigent), 1995
- Trompetenkonzerte von Alexander Arutjunjan, Joseph Haydn und Giuseppe Torelli, Johann Sebastian Bach: Jauchzet Gott in allen Landen BWV 51, Kantate für Sopran, Trompete, Streicher und B. c.; Uwe Komischke (Trompete), Stefan Klieme (Dirigent), 1997
- Norbert Burgmüller: Ouverture F-Dur op. 5, Klavierkonzert fis-Moll op. 1, Sinfonie Nr. 2 D-Durop. 11; Leonard Hokanson (Klavier), Gernot Schmalfuß (Dirigent), 1998
- Felix Draeseke: Klavierkonzert op. 36, Symphonie Nr. 1 op. 12; Claudius Tanski (Klavier), George Hanson (Dirigent), 1999
- Max Bruch: Violinkonzert Nr. 3 d-Moll op. 58, Symphonie Nr. 2 f-Moll op. 36; Andreas Krecher (Violine), Gernot Schmalfuß (Dirigent), 1999
- Max Bruch: Schwedische Tänze op. 63, Serenade für Streichorchester op. posth., Schön Ellen op. 24; Claudia Braun (Sopran), Thomas Laske (Bariton), Kantorei Barmen-Gemarke, George Hanson (Dirigent), 2002
- Anton Rubinstein: Don Quixote op. 87, Ballettmusik aus Der Dämon, Konzert für Violoncello und Orchester; Alban Gerhardt (Violoncello), George Hanson (Dirigent), 2003
- Anton Bruckner: Symphonie Nr. 7 E-Dur; Toshiyuki Kamioka (Dirigent), 2007
- Peter Tschaikowski: Symphonie Nr. 6 h-Moll op. 74 (Pathétique); Toshiyuki Kamioka (Dirigent), 2007
- Robert Schumann: Sinfonie Nr. 4 d-Moll op. 120; Toshiyuki Kamioka (Dirigent), 2008
- Richard Strauss: Sinfonia domestica op. 53; Toshiyuki Kamioka (Dirigent), 2009
- Richard Wagner: Orchestermusik aus Der Ring des Nibelungen, Eine Faust-Ouvertüre; Toshiyuki Kamioka (Dirigent), 2010
- Gustav Mahler: Sinfonie Nr. 5; Toshiyuki Kamioka (Dirigent), 2010
- Ludwig van Beethoven: Sinfonie Nr. 9; Toshiyuki Kamioka (Dirigent), 2013